# Pelka (Hohenkammer)
Pelka ist ein Gemeindeteil der oberbayerischen Gemeinde Hohenkammer im oberbayerischen Landkreis Freising.

## Geschichte

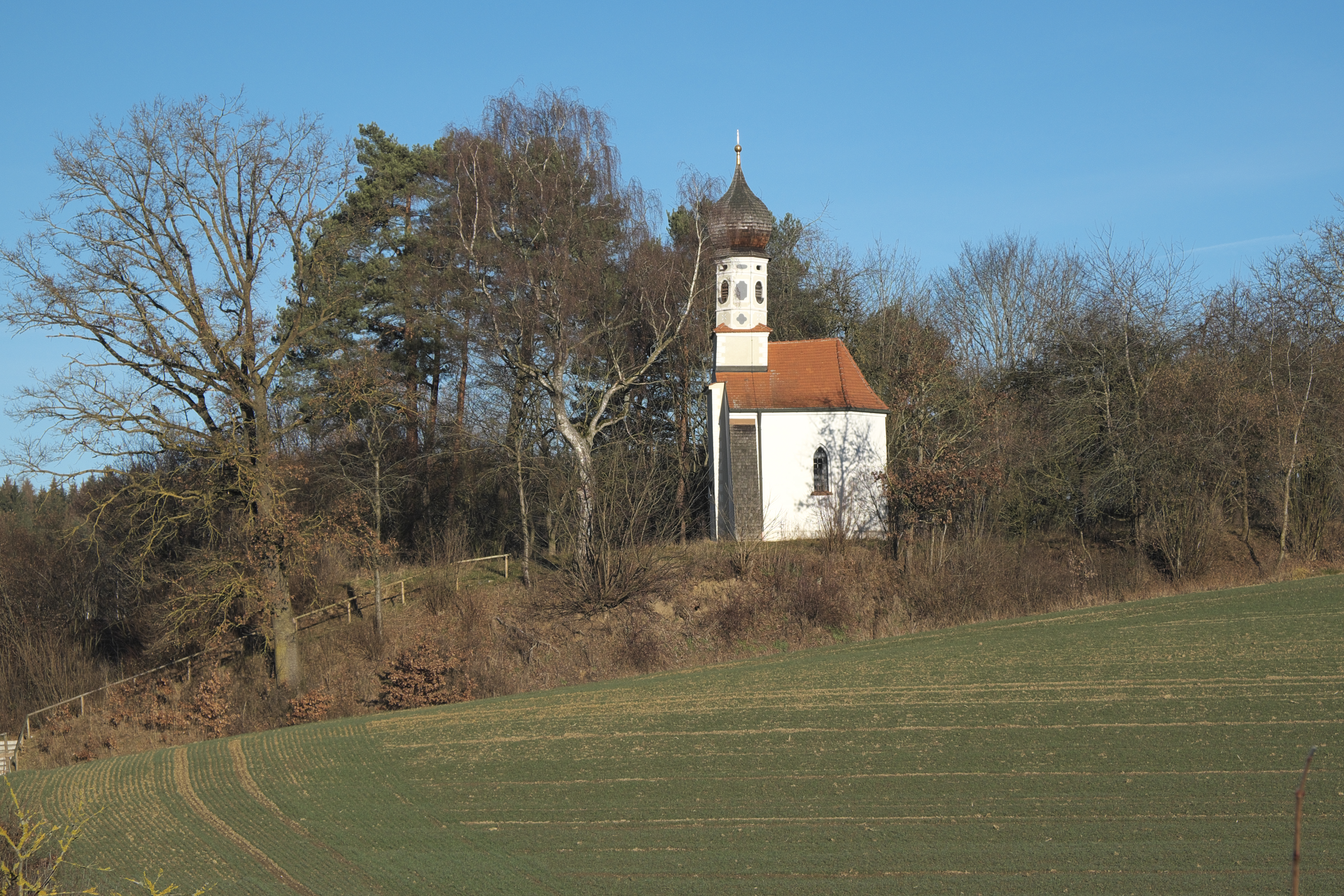
St. Georg in Pelka

Keltische Grabhügel im Nordosten von Pelka zeugen von einer frühen Besiedlung.
Der Ort wurde erstmals 1020 als „Policha“ urkundlich überliefert. Im Dreißigjährigen Krieg wurde es zerstört. Die ehemals größere Ansiedlung besteht heute nur noch aus zwei Bauernhöfen.

## Sehenswürdigkeiten
- Filialkirche St. Georg, erbaut im 15. Jahrhundert